# Fontes e sequestros
Fontes e sequestros ist der Name eines Kunstwerks der brasilianischen Installations- und Konzeptkünstlerin Renata Lucas aus dem Jahr 2015. Der zentrale Bestandteil des Werks, ein Springbrunnen, befindet sich im Hof des denkmalgeschützten Hauses Linienstraße 155 in Berlin-Mitte.
In dem Kunstwerk vereinigte Lucas die nachgegossenen Strukturen von drei Berliner Brunnen aus unterschiedlichen architektonischen Epochen zu einem neuen geschichtlichen Symbol. Die weltweit tätige Künstlerin war unter anderem auf mehreren Biennalen und 2012 auf der documenta in Kassel vertreten. Ihre Werke wurden mit zahlreichen Preisen ausgezeichnet, darunter dem Kunstpreis der Schering Stiftung 2009. Im Mittelpunkt ihrer Konzeptkunst steht das Aufgreifen historischer Landschaften und Architekturen, die Freilegung ihrer Strukturen und ihre Neuordnung in der Gegenwart.

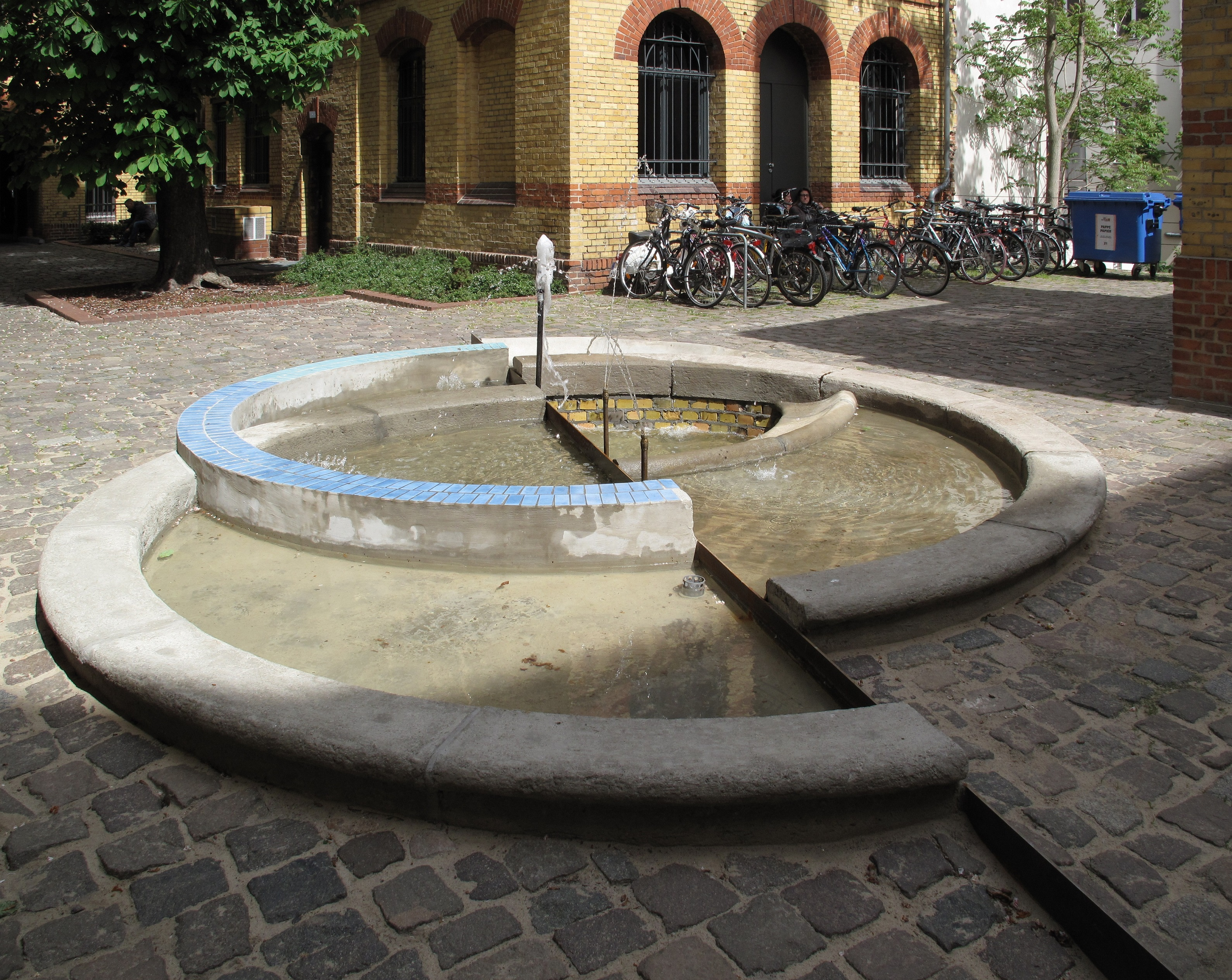
Fontes e sequestros

## Anlass und Ort: Gallery Weekend 2015 und Gewerbehofanlage Linienstraße

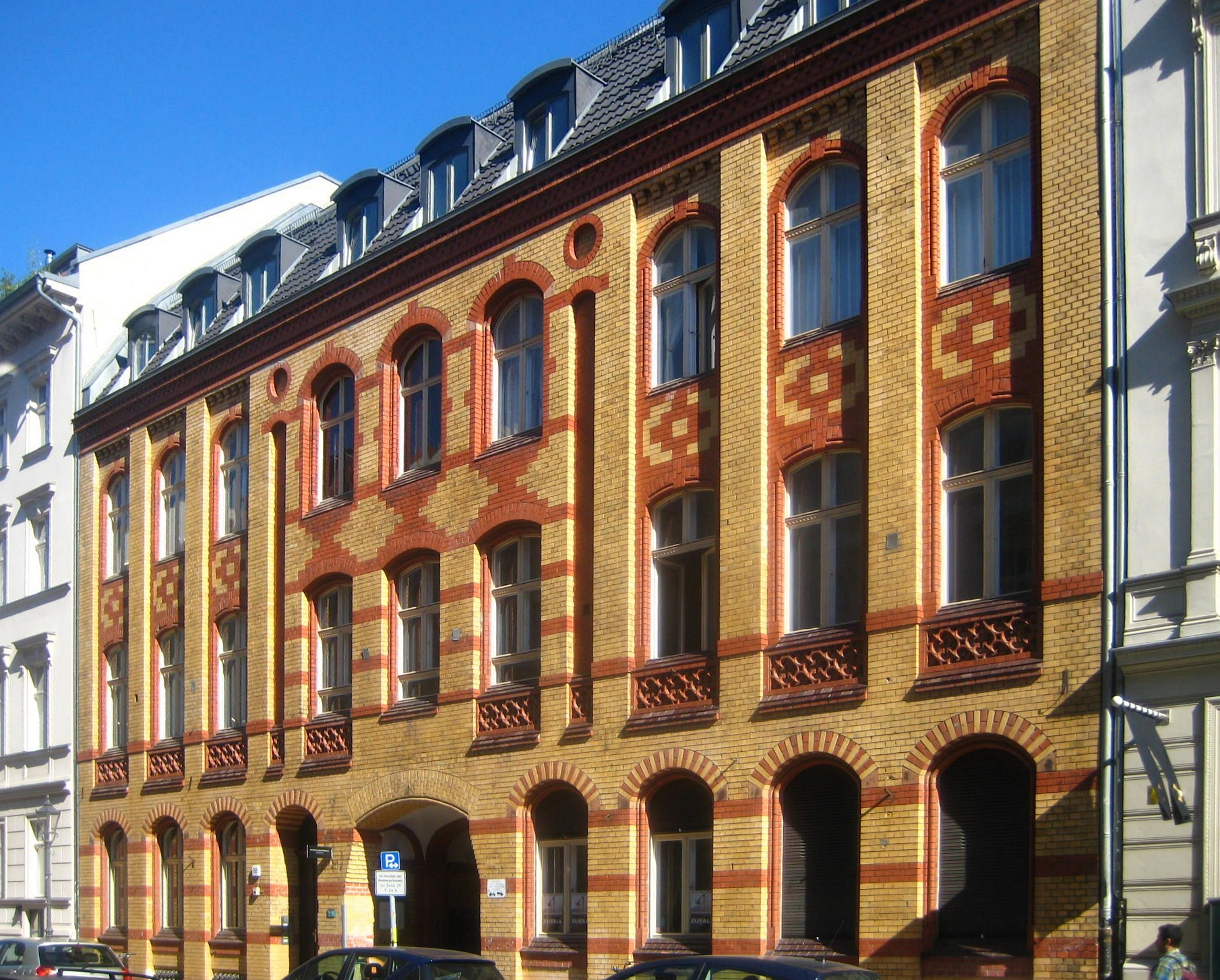
Straßenfront des Gewerbehofs Linienstraße 155

Das Kunstwerk entstand im Rahmen des Gallery Weekends 2015 und wurde im Mai 2015 von der Galerie neugerriemschneider in der Gewerbehofanlage der Linienstraße 155 präsentiert. Die denkmalgeschützte Wohn- und Fabrikanlage wurde 1892 in der Spandauer Vorstadt nach Plänen des Ingenieurs F. Knoll erbaut. Markantester Ausdruck der ursprünglichen industriellen Nutzung ist laut Denkmaldatenbank „das ehemalige Kesselhaus mit dem hoch aufragenden Schornstein auf quadratischem Grundriss. Die Fassaden der lang gestreckten Fabrikflügel aus gelben, unglasierten Klinkern werden aufgelockert und strukturiert von Bändern, Stürzen und Ornamenten aus roten Formziegeln, die im Bereich der Brüstungen als Maßwerk gestaltet sind. Außergewöhnlich ist, dass auch die Hauptfassade des Mietshauses diese für damalige Industriebauten typische Fassadengestalt erhielt. Die Fabrikanlage in der Linienstraße repräsentiert mit ihren noch nach dem Vorbild des zeitgenössischen Fabrikbaus errichten Bauten eine Frühform der für das innerstädtische Berlin so typischen Gewerbehofanlage.“
Die Formziegelbänder der Gebäudearchitektur spiegeln sich in einem Teil der Brunnenanlage, die mitten im Hof vor dem ehemaligen Kesselhaus platziert ist, wider. Die Architektur wird zudem von drei kleinen Wasserbecken aufgenommen, die sich in der Galerie befinden.

## Kunstrecherche und die drei historischen Brunnen

### Ideenfindung
Auf der Suche nach Elementen für ihre Anlage durchstreifte Renata Lucas im Vorfeld die Stadt und recherchierte Berlins Wasserwege und Brunnen. Kunst-Stile von drei Berliner Brunnen aus unterschiedlichen sozialen Kontexten und Epochen wählte sie schließlich für ihr Kunstwerk aus: den Tritonbrunnen aus der wilhelminischen Zeit, den Eva-Brunnen aus den 1920er Jahren und den Tanz der Jugend aus der DDR-Moderne.
- Karte mit allen Koordinaten der Brunnen des Kunstwerks.:
- OSM |
- WikiMap

### Tritonbrunnen, Tiergarten (1888)

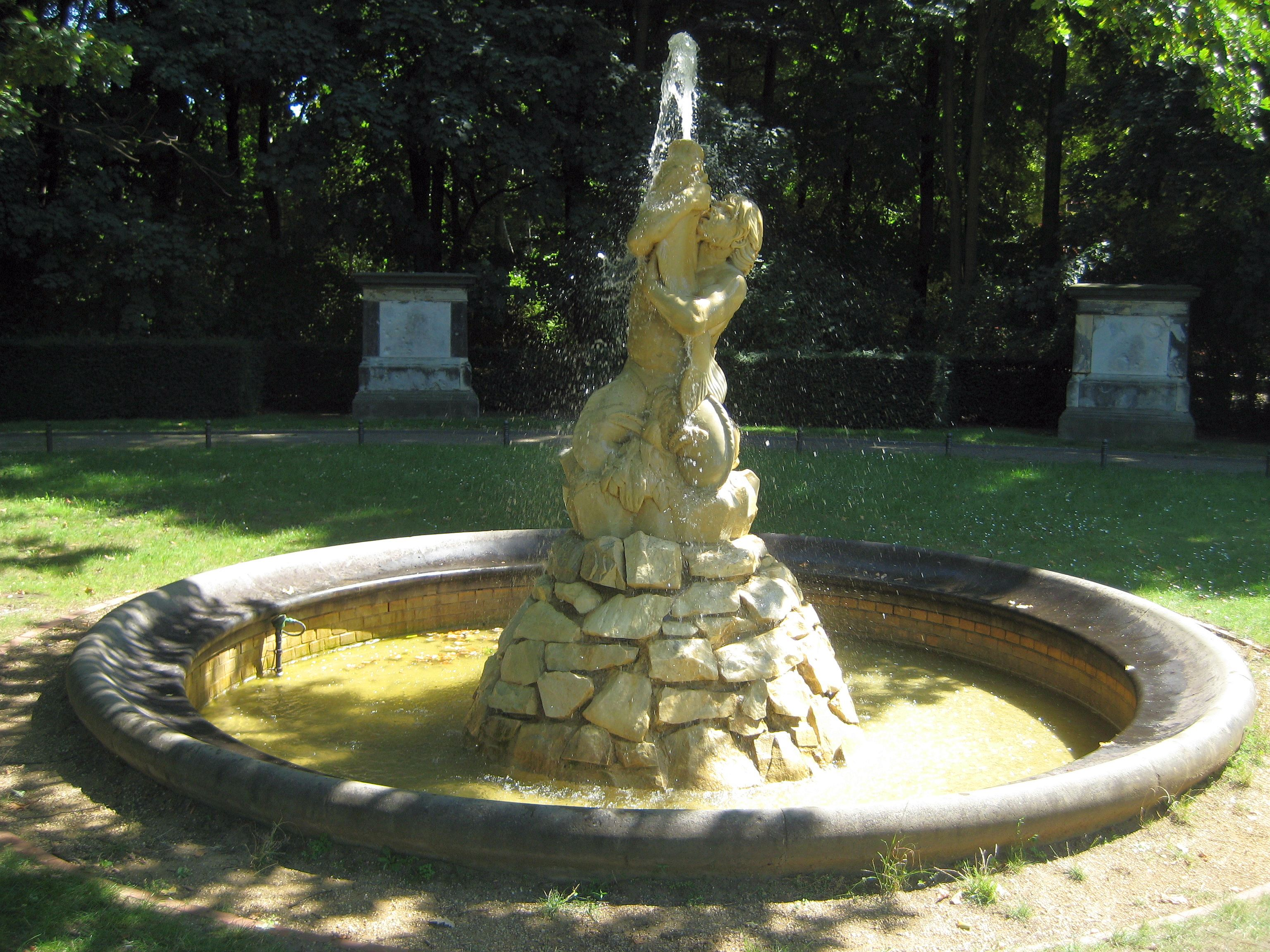
Tritonbrunnen von Joseph von Kopf (1888)

Der Tritonbrunnen ⊙ des Bildhauers Joseph von Kopf aus dem Jahr 1888 steht in der Mitte des Großfürstenplatzes im Großen Tiergarten. In einem kreisrunden Sandsteinbassin von 4 Metern Durchmesser kniet auf einem aus Blöcken geschichteten Felssockel eine Tritonskulptur aus Marmor. Mit beiden Armen umklammert die altgriechische Meeresgottheit einen großen Fisch, aus dessen nach oben gerichtetem Maul die Brunnenfontäne heraustritt. Die Innenwand des Bassins ist aus gelben Klinkersteinen gemauert. Der 2,50 Meter hohe Brunnen wurde 1987 von dem Bildhauer Harald Haacke restauriert. Im Halbbogen ist um den Brunnen das Skulpturen-Ensemble Vier deutsche Ströme angeordnet. Die allegorischen Darstellungen, mit Sockel jeweils rund 4 Meter hoch, stammen von den Bildhauern August Wittig (Die Weichsel), Rudolf Schweinitz (Die Oder und Der Rhein) und Alexander Calandrelli (Die Elbe). Der Brunnen und die Skulpturen stehen unter Denkmalschutz. Das nebenstehende Bild aus dem Jahr 2008 zeigt im Hintergrund die leeren Sockel der Skulpturengruppe Vier deutsche Ströme, die 2015 wiederaufgestellt wurde.

### Eva-Brunnen, Tempelhof (1927)

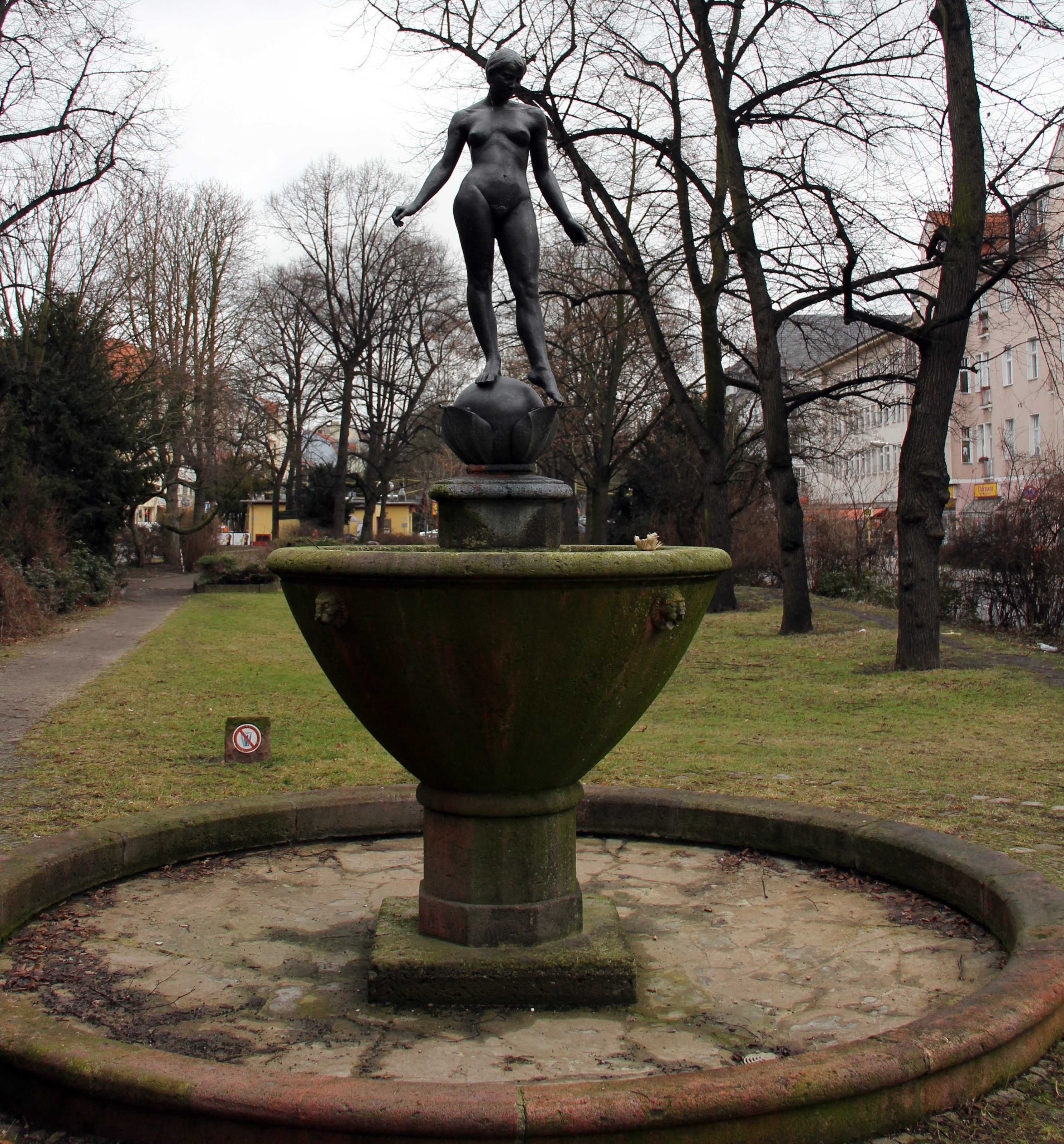
Eva-Brunnen, von Wolfgang Geuter 1987 (1927)

Der Eva-Brunnen ⊙ befindet sich auf der westlichen Mittelinsel der Straße Alt-Tempelhof, dem ehemaligen Dorfanger Tempelhofs, nahe dem U-Bahnhof Alt-Tempelhof. Das kreisrunde Bassin hat einen Durchmesser von 4,20 Metern und ist aus Porphyr gearbeitet. In der Mitte steht eine trichterförmige Schale, gleichfalls aus Porphyr, die auf einem Podest ruht. Die Schale krönt eine Kugel, auf der eine etwa lebensgroße weibliche Aktfigur aus Bronze steht. Die Gesamthöhe der Anlage beträgt 3,50 Meter. Das Werk eines unbekannten Künstlers stammt aus dem Jahr 1927. Die kriegszerstörte Anlage wurde 1987 anhand alter Fotos von Wolfgang Geuter nachgestaltet. 2012 erhielt die Anlage eine neue Evafigur.

„Die Beziehung der ,Evafigur’ zum Brunnen spiegelt sich in folgenden Komponenten wider: Indem die Figur spielerisch einen Fuß zu einem der vier Wasserstrahlen streckt, die über Blattspitzen aus der Kugel treten, bekommt sie direkten Kontakt zum fließenden Wasser. In der Drehung ihres Körpers klingt die Kreisform der Brunnenanlage an. Die Linien der Arme und Hände entsprechen einer Umkehrung der Kelchform des Beckens, sie sind eine Antwort auf den Beckenrand. So ist auch eine rhythmisch-formale Einbindung der Figur zur Brunnenanlage erreicht.“

### Tanz der Jugend, Marzahn (1984)

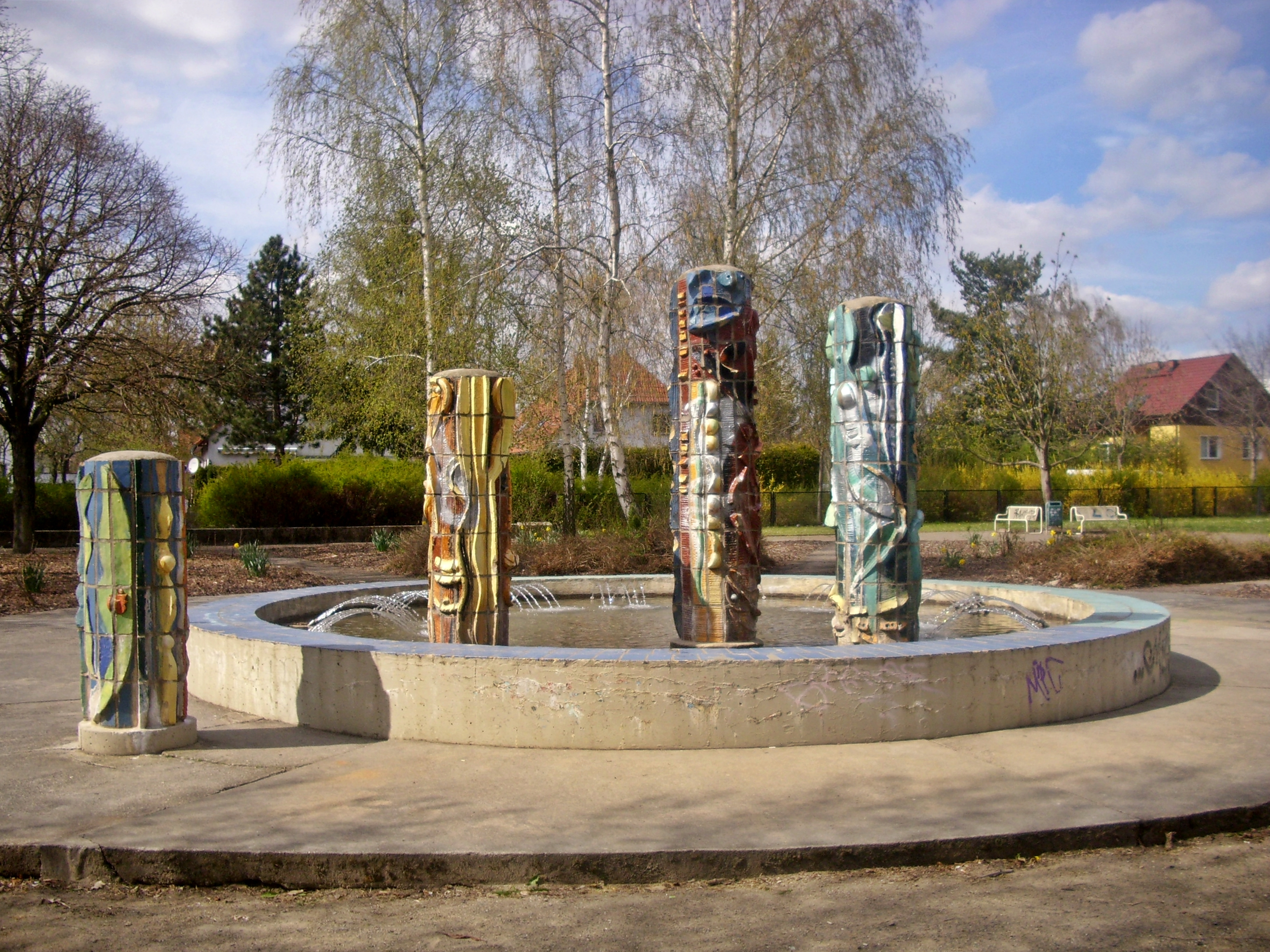
Tanz der Jugend von Wolfgang Weber (1984)

Der Brunnen Tanz der Jugend ⊙ befindet sich im Grünzug Pekrunstraße/Ecke Scheibenbergstraße in Marzahn. Das Werk des Künstlers Wolfgang Weber aus dem Jahr 1984 besteht aus einem runden Kunststeinbecken (⌀ 7,10 Meter), dessen Rand mit blau glasierten Keramikplatten belegt ist. Das Wasser strahlt aus Düsen, die halbkreisförmig in zehn Gruppen angeordnet sind, in flachen Bögen zur Mitte des Bassins. Ihre besondere Prägung erhält die Brunnenanlage durch vier unterschiedlich hohe, runde Säulen, den Sinnbildern der tanzenden Jugend. Drei Säulen stehen im Becken, eine außerhalb. Die Säulen haben einen Durchmesser von 0,70 Meter, ihre Höhen schwanken zwischen 1,60 und 2,50 Metern. Während das Becken schlicht gehalten ist, sind die Säulen aus vielfarbigen Keramikteilen geformt und dekorativ mit ornamentalen Motiven ausgeführt. „Ganz DDR-Moderne in abstrakt-expressiver Keramik“ urteilt Ingeborg Ruthe in der Berliner Zeitung und schreibt weiter: „Die bunten Säulen stehen für sozialistische Lebensfreude und Leichtigkeit. Ideologische Schwergewichte fürwahr.“

## Vereinigung in den Fontes e sequestros

### Anlage und Struktur

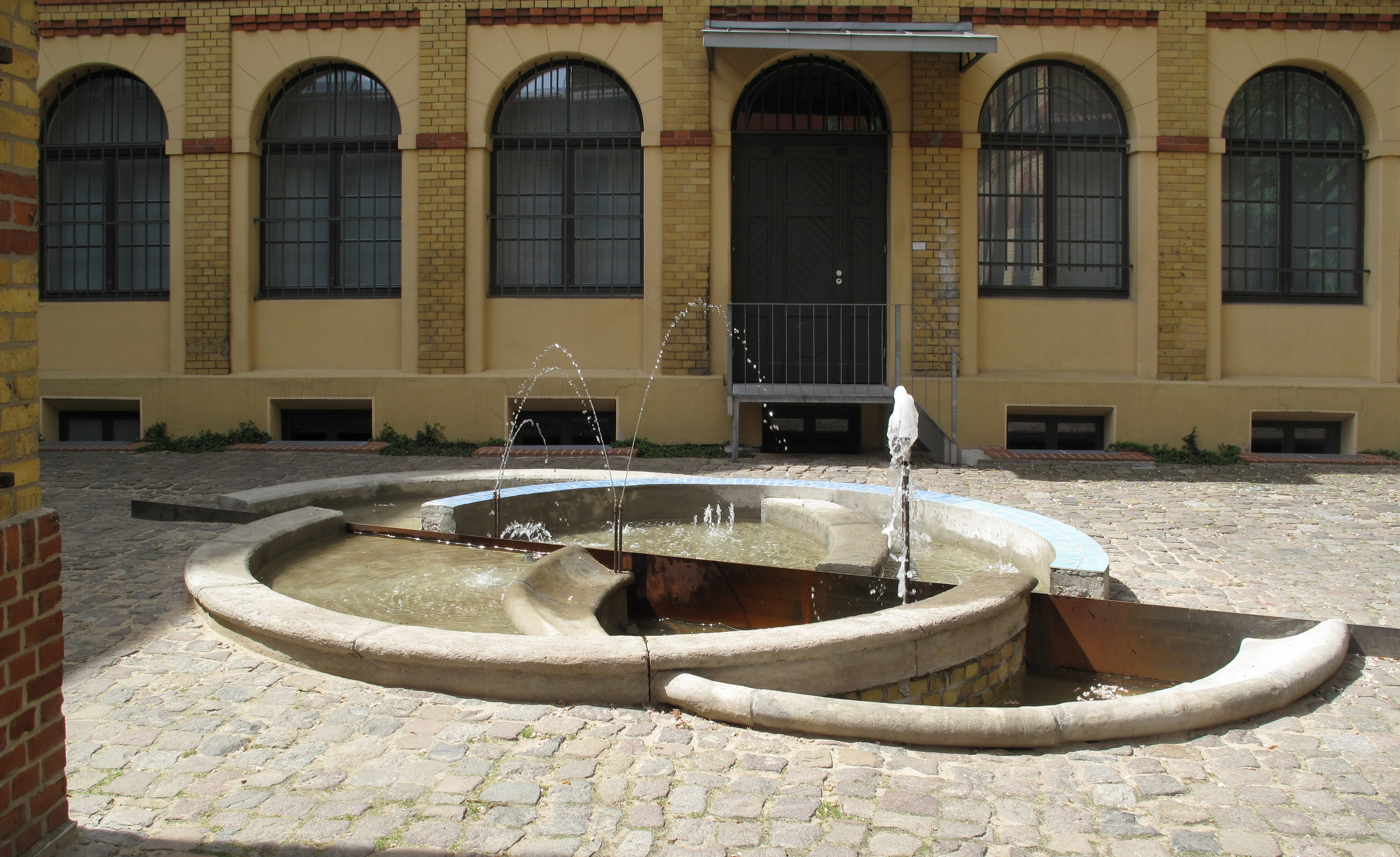
Fontes e sequestros

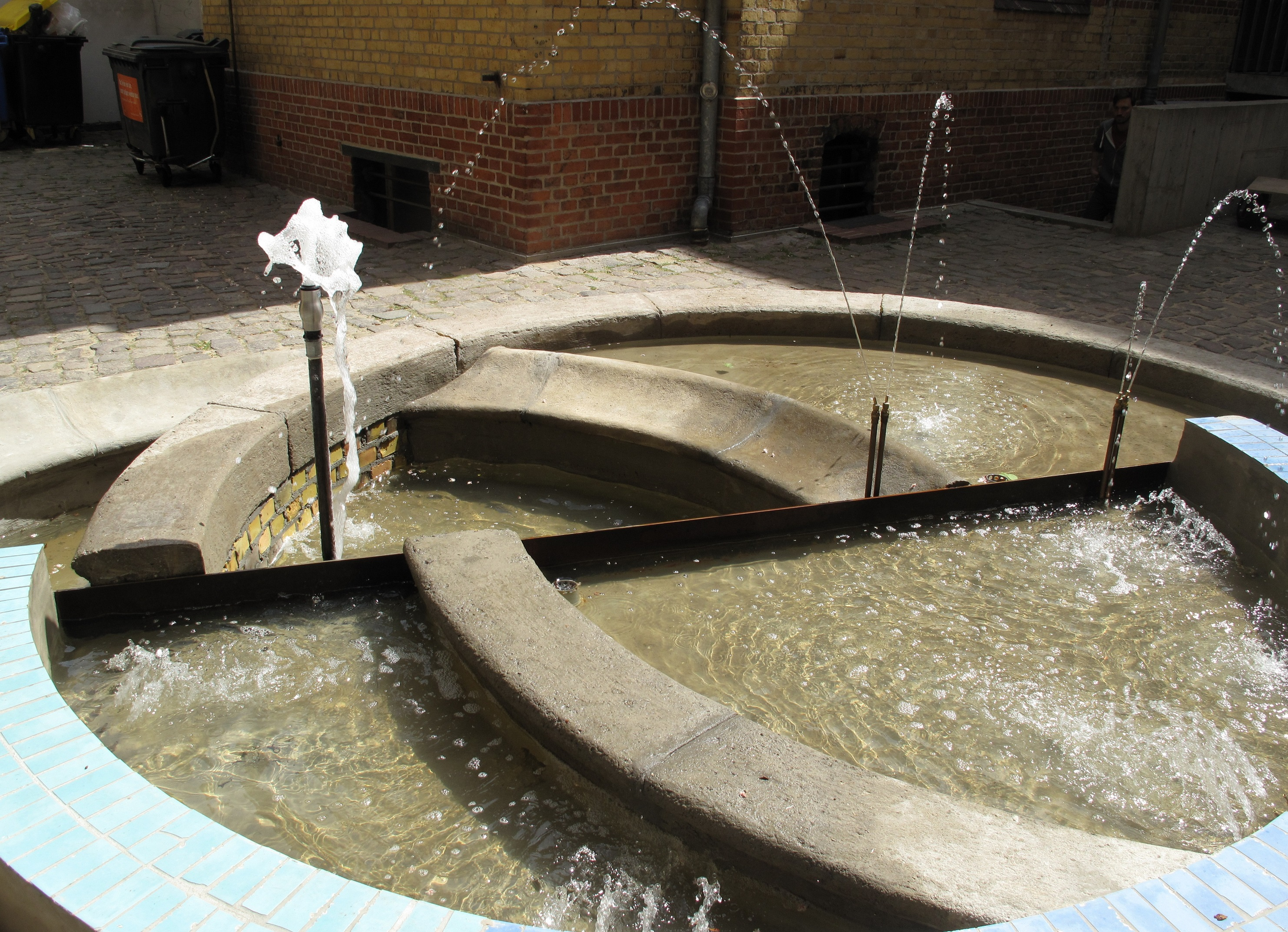
Fontes e sequestros, Detail

Die drei Brunnen ließ Lucas in der Installation Fontes e sequestros mit erheblichem baulichen Aufwand zusammenfließen. Von Segmenten der Bassins ließ sie Abformen fertigen und setzte sie im kopfsteingepflasterten Galeriehof zu einem neuen, sprudelnden Brunnen zusammen; die Plastiken/Figuren der historischen Vorbilder ließ sie unberücksichtigt. Je zwei sich schneidende Halbkreise treffen in der Mittelachse, die von einem Metallrost gebildet wird, versetzt aufeinander, sodass sich sechs einzelne Segmente/Bassins mit unterschiedlichen Tiefen ergeben. Das dem Tritonbrunnen nachempfundene, nach dem Vorbild teils gelb gekachelte Becken wird vom Eva-Brunnen gekreuzt. Diesen wiederum quert Tanz der Jugend mit seinen blauen Keramikkacheln. In einige Fugenritzen hat Lucas Moos gepflanzt. Das Wasser sprudelt aus fünf Fontänen, die gleichfalls nach den historischen Vorbildern gestaltet sind. Als Ready-made besteht der endlose Kreislauf aus Wasser des Tritonbrunnens, das mit Eimern aus dem Becken geschöpft und in Fässern aus dem Tiergarten herangefahren wurde.
Der Wasserkreislauf ist zudem über ein unterirdisch verlegtes Rohr mit einem Ausstellungsraum der Galerie verbunden. Hier ergießt er sich in drei kleine kreisrunde Becken, die im Boden eingelassen sind. In Anlehnung an die Formen des Hofbrunnens überlappen sich auch diese Becken. Indem sie in unterschiedliche Schichten des Betons eingearbeitet sind, legen sie ferner historische Böden des Galerieraums offen und verweisen auf die Strukturgeschichte des Gewerbehofs.

### Bedeutung und Titel
Laut Pressemitteilung zur Vernissage des Werks bilden die Fontes e sequestros, beschnitten und ihrer zentralen Skulpturen beraubt, Fragmente des öffentlichen Raums von Berlin, die Lucas dekonstruiert und neu organisiert habe, um Zeit und Raum zu verschränken. Der wechselseitige Austausch zwischen den einzelnen Baukörpern werde vom Fluss des Wassers aufgenommen. Das Ineinandergreifen bruchstückhafter Baukörper aus unterschiedlichen sozialen Kontexten und Epochen untersuche die Strukturen der Stadt anhand ihrer gebauten Sprache und offenbarten Schnittstellen. Indem Flüsse, Kanäle, das Grundwasser und die Kanalisation die Bauten einer Stadt durch- und umflössen, ergriffen sie von diesen Besitz und verbänden private und öffentliche Sphären auf zum Teil unsichtbare Weise. So bestimme Lucas Eingriff in die architektonischen und städtischen Systeme der Stadt – wie in ihrem Werk generell – auch hier das vielschichtige Verhältnis zwischen dem Individuum und seiner urbanen Umwelt.
Der Titel Fontes e sequestros (portugiesisch für: Quellen/Brunnen und Entführungen) regt zum Nachdenken an und verweist unter anderem auf die „Entführung“ der historischen Brunnenstrukturen und deren Vereinigung zu einem neuen Brunnen. Darüber hinaus wird das Wasser aus dem Hofbrunnen in die Innenräume der Galerie geholt beziehungsweise „von Außen nach Innen entführt“. Die Grenzüberschreitung zwischen Innen und Außen fand sich bereits in Lucas Arbeit Kunst-Werke, 2010 mit dem portugiesischen Titel Cabeça e cauda de calvalo (Kopf und Schweif des Pferdes) im KW Institute for Contemporary Art in Berlin-Mitte, für das sie den Kunstpreis der Schering Stiftung erhalten hatte.

## Rezeption

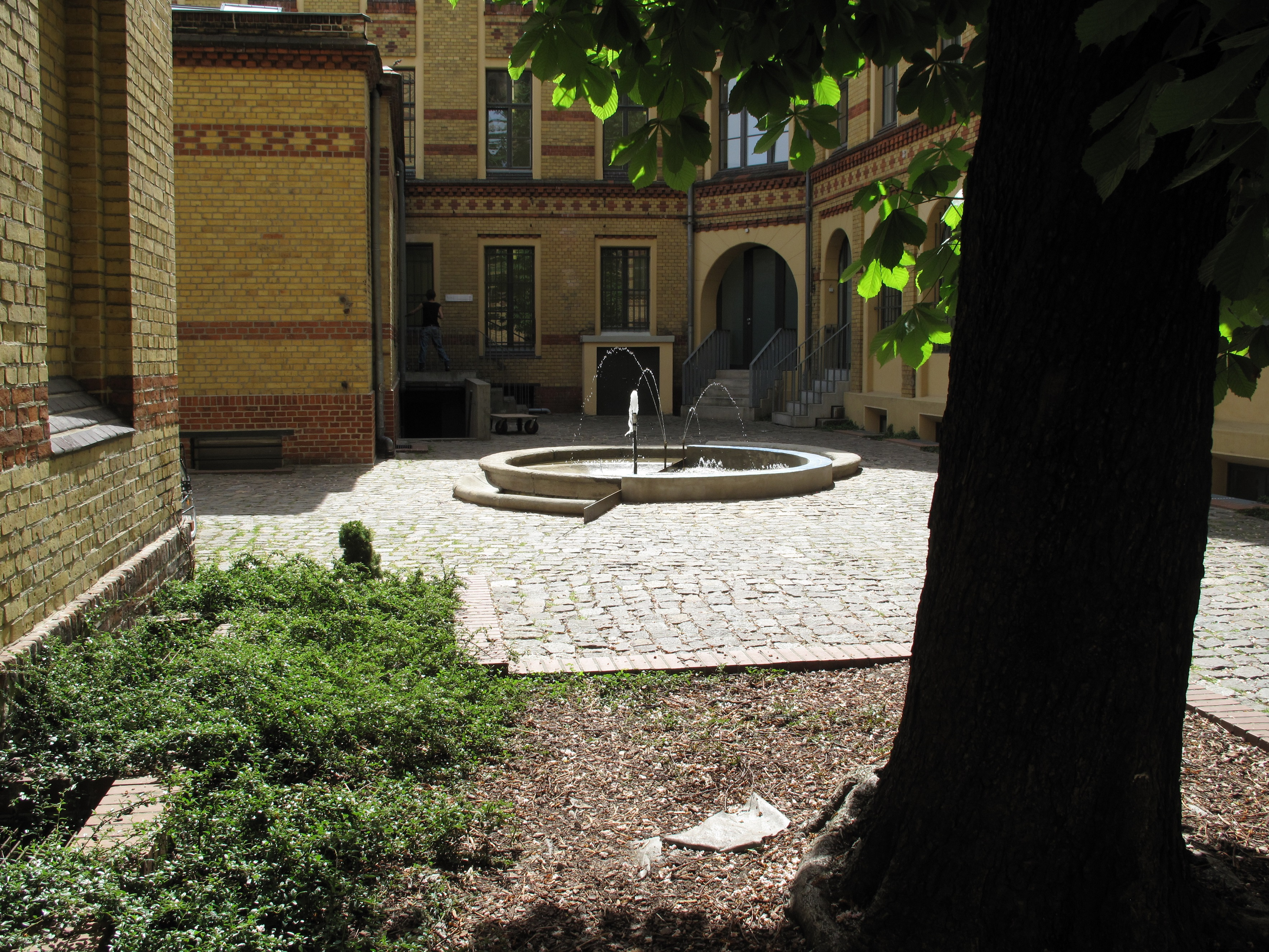
Granada in Berlin

Die bislang (Stand Mai 2015) vorliegenden Rezeptionen zu dem Kunstwerk fallen überaus anerkennend aus. Für die Tageszeitung Die Welt zählten die Fontes e sequestros bereits im Vorfeld zu den sieben Höhepunkten des Berliner Gallery Weekends, in dem knapp fünfzig Galerien Kunstwerke präsentierten. Die Kunst- und Kulturbloggerin Ute von Erlach bezeichnete den Brunnen als ihren absoluten Favoriten des Kunstmarathons. Er verkörpere ein Stück „Granada in Berlin“ und lasse ihr landschaftsarchitektonisches Herz höherschlagen („[…] and it makes my Landscape Architect’s heart sing.“). Ingeborg Ruthe hebt in der Berliner Zeitung hervor, dass Lucas den Denkraum des Betrachters von draußen nach drinnen erweitert – in die leere, grauweiß gestrichene Oberlicht-Galeriehalle mit schwarzem Estrich. Inmitten der leeren Fußbodenfläche sehe man nichts weiter als dreierlei verschieden tief liegende Abflüsse, die sie an das Dreiauge eines mystischen Wesens, vielleicht eines unbekannten Wassergottes, erinnerten. Abschließend sinniert Ruthe in ihrer Rezeption:

„Zwischen Brunnen, Wasser und diesen trockenen Abflüssen verschränken sich Raum, Zeit, Gedanken. Fast wird es philosophisch, weil man begreift, wie sehr doch alles mit allem zusammenhängt. Wasser nimmt unablässig seinen Lauf, sprudelt, rinnt. Und die Zeit, dieser Fluss ohne Ufer, vergeht, ohne sich um uns Menschen, all unser Sinnen, Trachten und Irren zu kümmern.“